# Vodárenská věž (České Budějovice)
Vodárenská věž v Českých Budějovicích je původně barokní stavba z první poloviny 18. století. Zajišťovala napájení městského vodovodu poté, co starší zdroje přestaly rostoucímu městu stačit.
Rekonstrukce areálu pod vodárenskou věží skončila v roce 2015 a ve stejném roce se také areál otevřel veřejnosti.

## Historie

### Důvody vzniku
Roku 1716, když přestal dostačovat dřevěný vodovod napájený městskými rybníky, rozhodla městská rada o výstavbě kašny, která by poskytovala užitkovou vodu z Vltavy. Už o 4 roky později bylo přijato nové rozhodnutí o výstavbě vodárny. Dominik Cochman, mlynář z Hluboké, vybral pro výstavbu lokalitu Lučního mlýna. Čerpadla vyrobili zvonař Zachariáš Dietrich a mlynář Jan Svoboda z Prahy. Plány stavby vyšly z pera schwarzenberského stavitele Pavla Kolečného (Třeboň). Vodárna, včetně původní barokní věže o hraně 4 metry, byla dokončena roku 1724. Pohon zajišťovalo vodní kolo na náhonu z Lučního jezu. Dietrichovo čerpadlo nahradil výkonnější model od zvonaře Johana Duvala a studnaře Andrease Reicha (Vídeň).

### Přestavby a rozšíření
Při přestavbě baronem Schwarzem roku 1882 přišla věž o původní barokní podobu a vyrostla na současných 44,3 metru. Také došlo na vybudování dvou venkovních usazovacích nádrží o objemu 4000 m³ (jedna z nádrží byla zasypána na přelomu 20. a 21. století). Měděná nádrž o objemu 250 m³ byla umístěna ve výšce 33 metrů a vodou ji zásobovala plunžrová čerpadla, která byla poháněna vodními koly, modernizovanými na Ponceletova. Rezervní funkci zastával parní stroj. Vodárna byla nadále zásobována užitkovou vodou z Vltavy, kterou rozvádělo dřevěné potrubí k Samsonově i dalším městským kašnám.
Na další rekonstrukci došlo roku 1897. Ponceletova kola nahradily Girardovy turbíny, které z větší části čerpaly vodu přímo do sítě.
Po zrušení Lučního jezu v roce 1930 byl vodní pohon nahrazen elektrickým. Roku 1935 nahradila měděnou nádrž ocelová, objem zůstal zachován. Ve 30. letech se také kvůli znečištění přestala využívat vltavská voda, nahradila ji voda z Malše přiváděná betonovým potrubím.

### Změna využití
Vzhledem ke zhoršující se kvalitě vltavské vody a jí způsobeným epidemiím byl počátkem 80. let 19. století vybudován vodojem v prameništi u Nedabyle, z něhož vedlo potrubí do nově zbudovaného vodojemu a úpravny v areálu vodárenské věže. Tento zdroj zásoboval od vodárenské věže oddělenou vodovodní síť na distribuci pitné vody, na kterou byly napojeny pouliční stojany a od 50. let 20. století postupně i přípojky jednotlivých domů. V 50. letech převzala funkci nově vystavěná úpravna ve Vidově zásobovaná z Římovské přehrady (Malše), v 80. letech potom úpravna v Plavu. Stará věž ale až do 60. let zásobovala užitkovou vodou průmyslové podniky. Dnes slouží věž jako zásobárna vody pro přilehlou zkušebnu vodoměrů. Pro tento účel byla roku 1999 do nitra ocelové nádrže instalovaná plastová nádrž o objemu 35 m³.

## Současnost
Areál vodárenské věže byl v letech 2011–2016 rekonstruován. Vznikla zde naučná stezka o historii vodárenství ve městě České Budějovice. Vodárenská věž, která byla do té doby zpřístupněna jen při výjimečných příležitostech, jako jsou Den památek nebo Dny evropského dědictví, se v září 2015 otevřela veřejnosti. Součástí pravidelných komentovaných prohlídek jsou dvě unikátní videoexpozice, které návštěvníky zavedou proti proudu času a oni se tak například stanou svědky samotné stavby věže.

## Fotogalerie

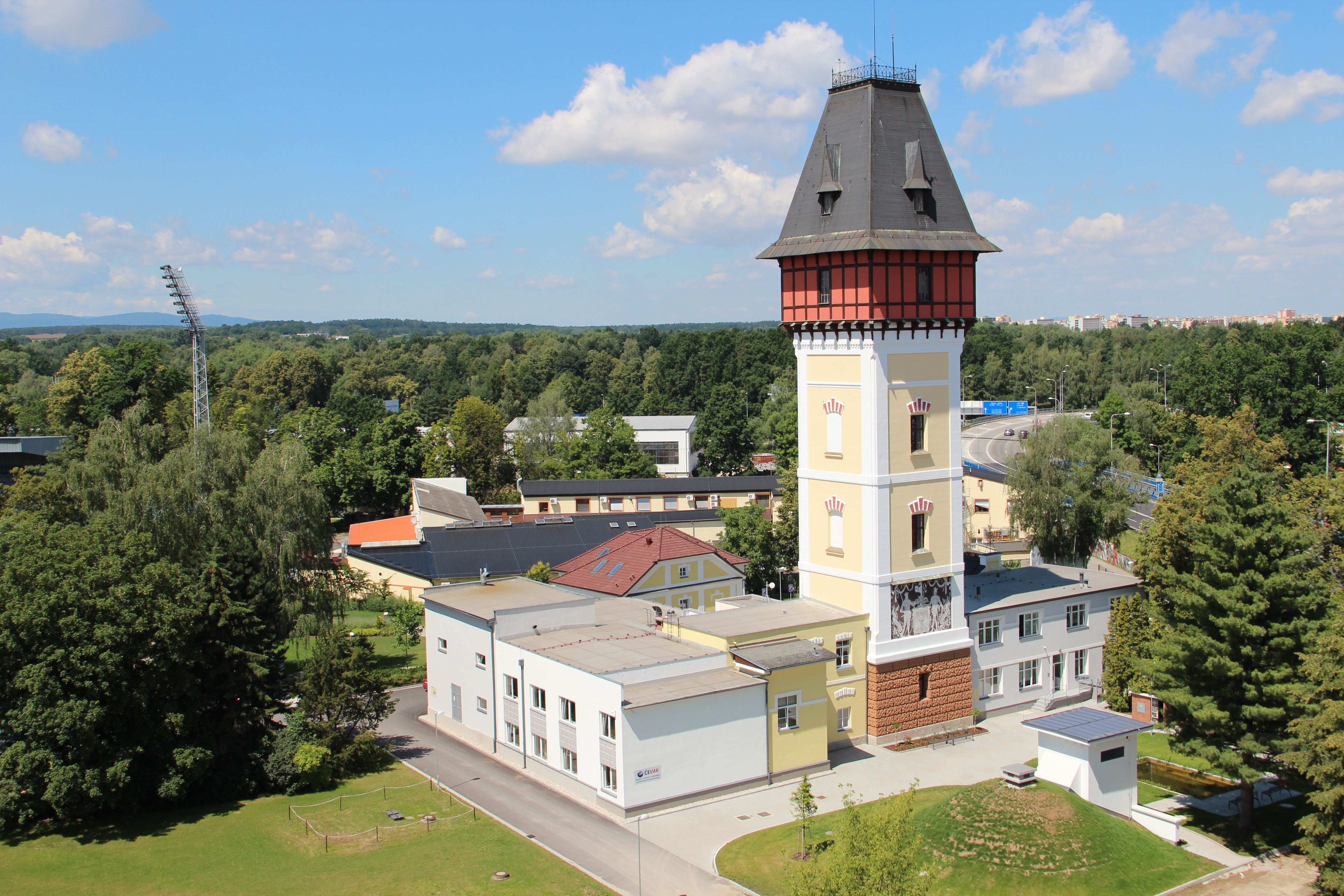
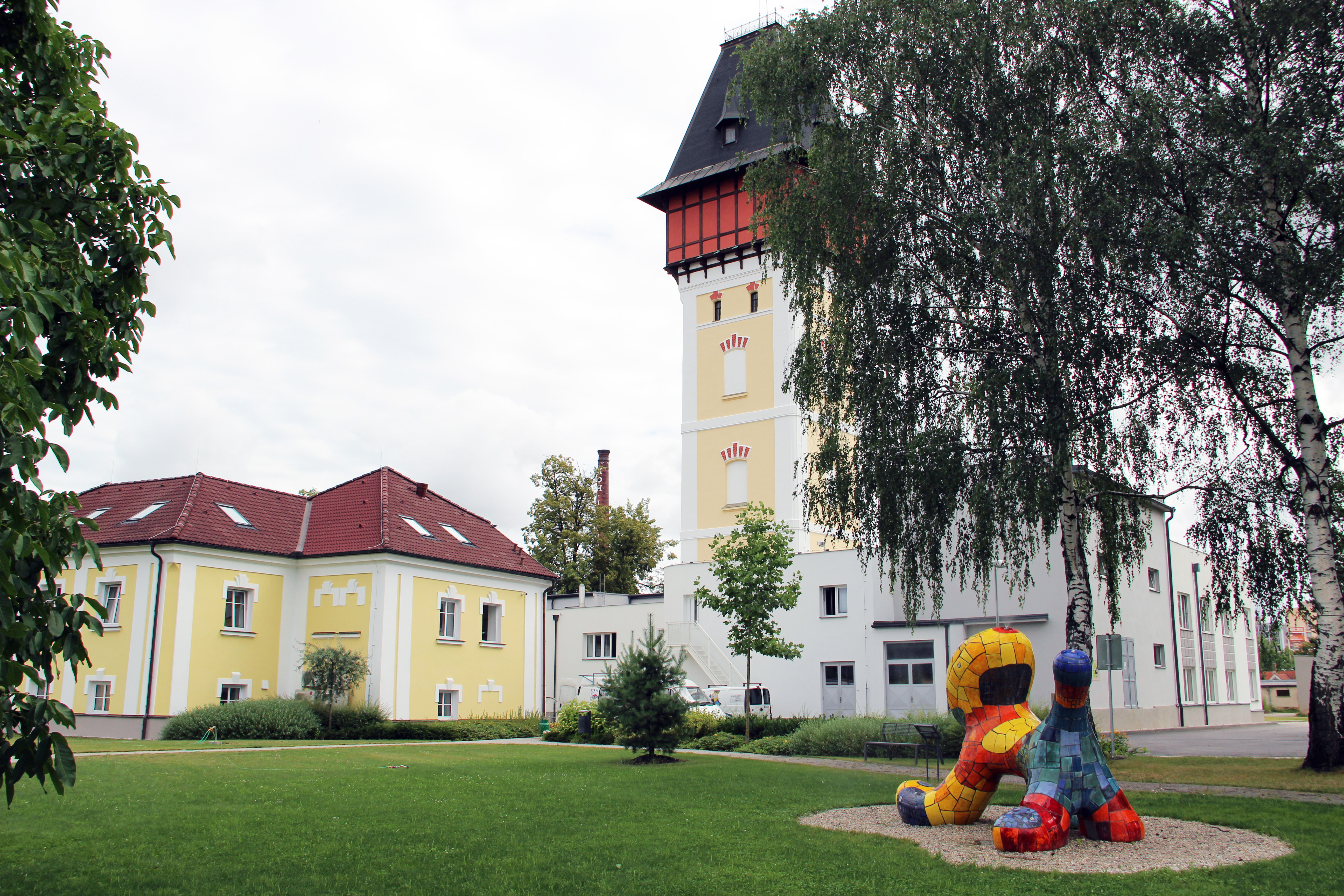
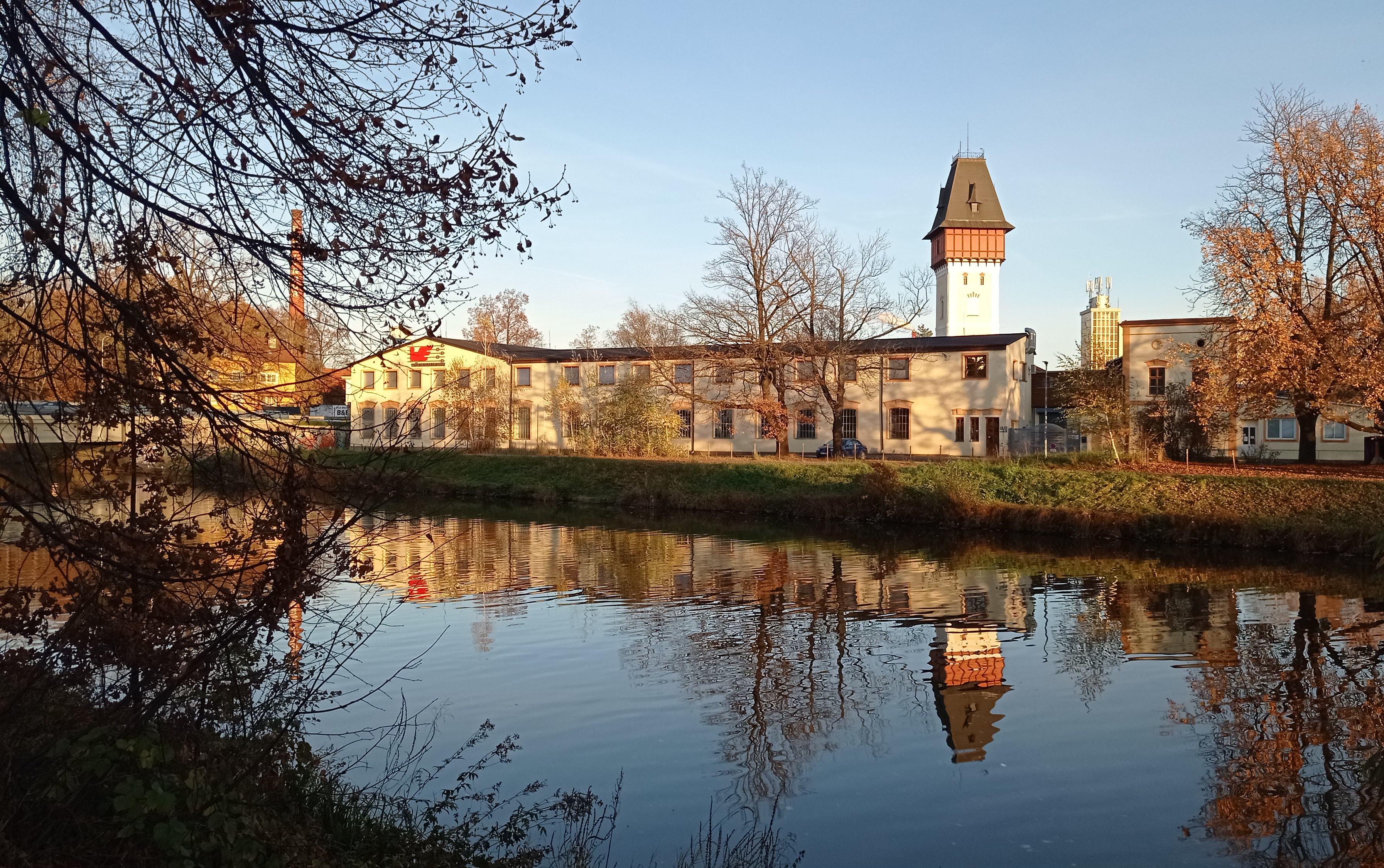
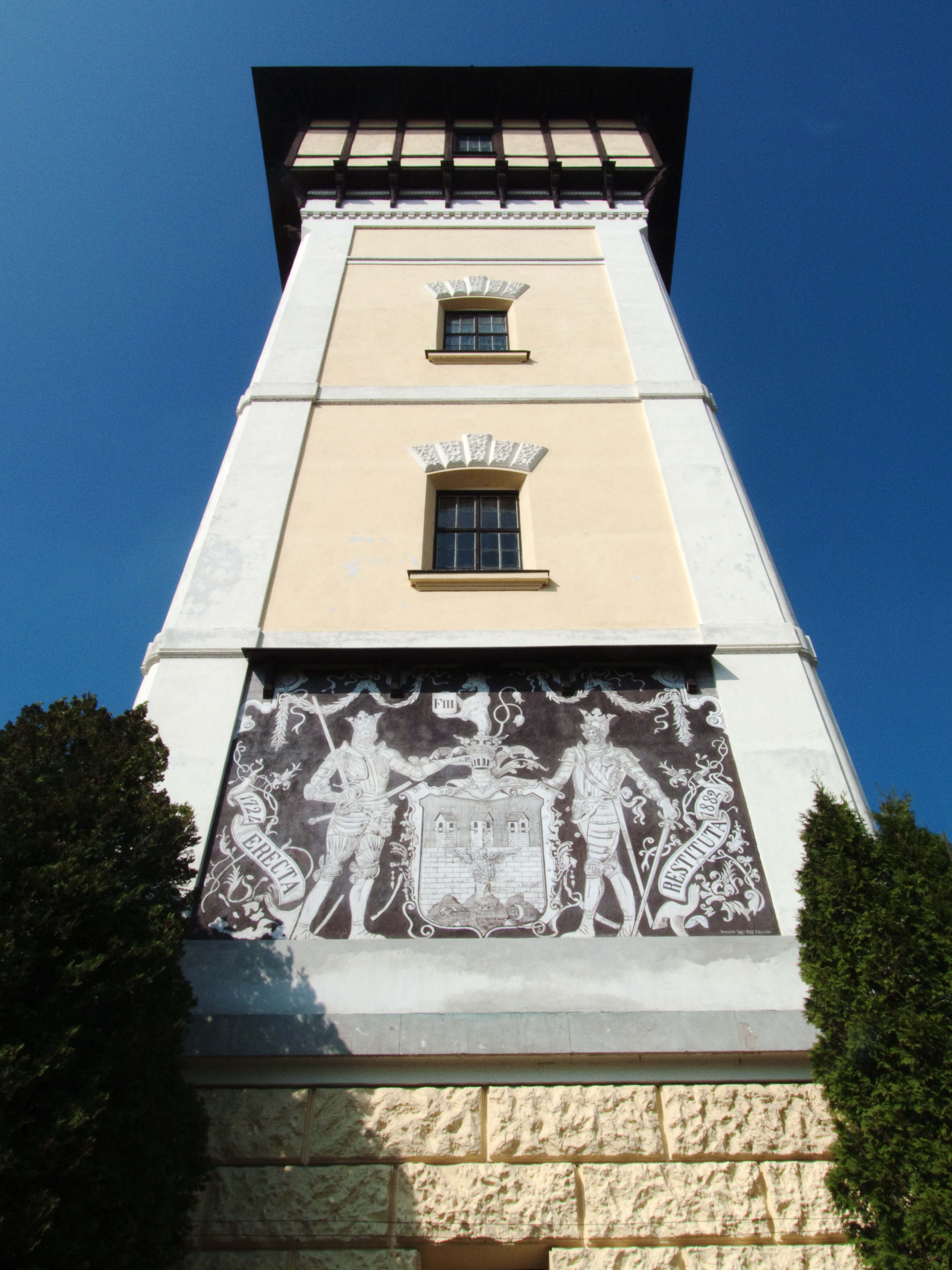